# Wilhelm Humbeck
Wilhelm Humbeck (* 25. Juni 1905 in Dortmund; † 20. Mai 1965 in Ronnenberg) war ein deutscher Politiker (SPD).
Humbeck war nach Schulbesuch und der Berufsausbildung als Angestellter bei verschiedenen Firmen tätig. Er war aktives Mitglied der Arbeiterbewegung seit 1921 und wurde 1929 Mitglied der SPD. Im Zweiten Weltkrieg war er 1940 bis 1945 Kriegsteilnehmer. Nach dem Krieg wurde er 1949  Geschäftsführer der Gemeinnützigen Kreis-Wohnungs- und Siedlungs-GmbH im Landkreis Hannover.

## Öffentliche Ämter
1945 wurde Humbeck Mitglied des Gemeinderates und 1946 Mitglied des Kreistages. Ferner wurde er im 7. Wahlkreis von der zweiten bis vierten Wahlperiode zum Mitglied des Niedersächsischen Landtages gewählt, dem er vom 6. Mai 1951 bis 5. Mai 1963 angehörte. 